# 沖縄市立美原小学校
沖縄市立美原小学校（おきなわしりつ みはらしょうがっこう）は、沖縄県沖縄市美原4丁目にある公立小学校。沖縄市立美原幼稚園を併設している。

## 沿革
- 1990年（平成2年）
  - 4月1日 - 沖縄市立美里小学校から分離して開校。沖縄市内では14番目の小学校。
  - 4月5日 - 開校式と記念式典を挙行し、開校パレードと祝賀会を開催。
  - 4月7日 - 第1学期始業式挙行。
  - 4月9日 - 第1回入学式挙行。
- 1991年（平成3年）
  - 3月 - 校歌選定（作詞:渡口麗徳・作曲:長嶺由樽）。
  - 3月12日 - 鉄棒、すべり台、バックネット完成。
  - 3月22日 - 第1回卒業式挙行。最初の卒業生は98名。
  - 3月23日 - 第1回修了式挙行。
  - 4月20日 - 開校一周年記念式典挙行。
  - 8月19日 - 3階増築工事着工（普通教室4、コンピュータ教室1、体育器具庫、野外トイレ）。
- 1992年（平成4年）10月15日 - プール起工。
- 1993年（平成5年）
  - 3月25日 - プール竣工。
  - 6月4日 - プール落成式とプール開き挙行。
- 1994年（平成6年）10月15日 - 5周年記念秋祭り開催。
- 2000年（平成12年）2月20日 - 創立10周年記念式典挙行。
- 2002年（平成14年）4月5日 - プレハブ校舎2階建て完成。
- 2004年（平成16年）
  - 2月12日 - 西校舎完成（8教室、理科室）。
  - 3月7日 - 6学年PTA行事で、北門遊歩道沿いにテッポウユリ（200株）を親子で植栽。
  - 3月31日 - 防球ネット完成。
  - 6月11日 - 不審者対策の避難訓練実施（以後実施）。
  - 11月19日 - 飛行機事故を想定した避難訓練実施。
- 2005年（平成17年）
  - 6月10日 - 不審者進入を想定した避難訓練実施（以後実施）。
  - 11月18日 - 地震・火災を想定した避難訓練実施（以後実施）。
- 2009年（平成21年）
  - 7月7日 - 20周年記念航空写真撮影。
  - 11月12日 - 避難訓練（総合）。
- 2010年（平成22年）2月21日 - 創立20周年記念式典挙行し、祝賀会と記念児童集会開催。

## 周辺
- 沖縄市立美原幼稚園 - 同一敷地内で、かつ進級前幼稚園のひとつ。
- 沖縄美里郵便局
- 松本郵便局
- 沖縄県中部福祉保健所

## アクセス
いずれも、美里公園北側の道路経由の場合。
- 沖縄市コミュニティバス中部ルートで、「美里公園」停留所下車後、徒歩約300m・約5分。
- 琉球バス交通63系統「謝苅線」・263系統「謝苅おもろまち線」で、「美里公園前」停留所下車後、
  - 北谷・おもろまち駅前交通広場・那覇バスターミナル方面行のりばから、徒歩約330m・約5分。
  - 赤道・具志川バスターミナル方面行のりばから、徒歩約340m・約5分。